# Донник пашенный
До́нник па́шенный (лат. Melilotus segetalis) — вид цветковых растений рода Донник (Melilotus) семейства Бобовые (Fabaceae).
Вид распространён в Северной Африке (Алжир, Египет, Марокко, Тунис), Западной Азии (Кипр, Израиль, Ливан, Сирия, Турция), Южной Европе (страны бывшей Югославии, Греция [вкл. Крит], Италия [вкл. Сардиния, Сицилия], Франция [вкл. Корсика], Португалия [вкл. Мадейра], Гибралтар, Испания [вкл. Балеарские острова]).
Населяет суглинистые, глинистые или засоленные почвы недалеко от моря на высоте 0-500 (900) метров над уровнем моря. Цветёт и плодоносит с марта по июнь.

## Ботаническое описание
Однолетнее травянистое растение, голое или с рассеянными прижатыми волосками.
Стебли 15-100 см, прямостоячие, разветвленные от основания, красноватые в нижней половине.
Нижние листья с черешками до 6,5 см и листовыми фрагментами до 3,8 х 2,9 см, широкоэллиптическими или продолговатыми, мелкопильчатые у основания.
Соцветия с 15-100 цветками. Венчик от 5 до 7,1 мм, жёлтый.
Плоды 4-5 x 3,2-4 мм с 1-2 семян, шаровидные, светло-коричневые или желтовато-коричневые, когда спелые.